# Danielssenia typica
Danielssenia typica är en kräftdjursart som beskrevs av Boeck 1872. Danielssenia typica ingår i släktet Danielssenia och familjen Pseudotachidiidae. Arten är reproducerande i Sverige. Inga underarter finns listade i Catalogue of Life.